# نورة الحوشان
نورة بنت علي بن حوشان بن دخيل الله الحوشان؛ شاعرة سعودية من القصيم.

## مولدها
ولدت نورة الحوشان الرشيدي في بلدة عين صوينع شمال الرياض، في عام 1315هـ، فهي من فخذ العونه من بني رشيد وعائلتها الحوشان المدعث. 

## حياتها الأسرية
تزوجت من عبود بن علي بن سويلم الشلواني العازمي من وجهاء بلدة نفي من اقاربها وعاشو في قرية عين بن قنور في اقليم السر، وتميزت بجمالها وودينها وادبها، وعاشو حياة سعيدة، انجبت ولدها حوشان الذي اسمته على والدها، وانجبت ابنا اخر اسمته طامي وبنتا اخيرة اسمتها سارة، وكانت خير عون لزوجها في مزرعته للنخل، طلقها عبود بن سويلم اثر خلاف دب بينهما طلاقا بائدا لا رجعة فيه، وعادت إلى بيت والدها الذي جعلته وجهة للناس لكرمها وشجاعتها، وانشد فيها الكثير من الأشعار ندما على طلاقه لها ولكن ذلك لم يجدي نفعا واشهر هذه الأبيات:
| يامل قلب حب نورة تغشلاه     |  | يومي به يوماي الهوى للشراعي |
| ياللي تعرف الحب هو وش معناه |  | هو خلف ولا ولف ولا انتزاعي  |

بعد طلاقها تسابق إلى خطبتها وجهاء البلدة ولكنها رفضتهم مرددة ابيات من الشعر تقول فيها
قلبي يحب صويحبي مير يكوين مكون يبين الجرح به قبل دمه
أبغيه لاهو يطبخن ثم يشوين يبرد لهيب القلب قربه ولمه
يا حلو قولت هيش ياويش تبغين أحلى من الورع المغاغي على امه
زوجها عبود لما يأس وعرف انها لن ترجع له الا بزواجها من زوج اخر طلب من ابن اخيه خالد ابن محمد السويلم بأن يتزوجها مؤقت حتى يحللها له وبالفعل تزوجها ابن اخيه لكنه امسك فيها ورغب بها ولم يطلقها وهي لا تريده ولكن على أمل ان يطلقها .

## صلة قرابه
- نورة حوشان الرشيدي هي جدة الفنان الكويتي المعروف عبد الله الحوشان، وهو من فخذ الشلاوين من قبيلة العوازم ومن عائلة السويلم واسم والده حوشان بن عبود بن سويلم، وقد أسماه جده سويلم بحوشان نسبةً الى والدها.

## قصة الأبيات الشهيرة
جاءت بها الأقدار يوما إلى مزرعة طليقها عبود بن سويلم فألقى عليها السلام ولم ترد عليه السلام عفة وخجلا، وحين افترقا انهمرت عيناها بالعين وانهمرت قريحتها شعرا بأبياتها الشهيرة التي تبدأ ب ياعين هلي صافي الدمع هليه 

## أبيات من شعرها
اشتهرت نورة الحوشان بشكل كبير بهذه الأبيات إلى أن صارت بعضها تستخدم في ضرب المثل في منطقة الخليج العربي.
| يا عين هِلِّي صَافي الدمـع هِلِّيـه      |  | وإلْيَا انتهى صافِيْه هَاتي سِرِيْبِـه |
| يا عين شوفي زرع خلك وراعيه        |  | شوفي معَاوِيْـدِهْ وشوفـي قِليْبِـه   |
| من أولٍ... دايـم لـــرايـه نماليـه |  | واليوم جَيَّتْهُـم علينـا صعيبـه   |
| وان مرني بالدرب ما اقدر أحاكيه    |  | مصيبة يا كبرهـا مـن مصيبـه    |
| اللي يبينا عيـت النفـس تبغيـه     |  | واللي نبي عيا البخت لا يجيبـه |

## وفاتها
توفت عام 1350 هـ